# John Russell (remer)
John Russell   (Londres, 3 d'agost de 1935 - 21 de gener de 2019) fou un remer anglès que va competir durant les dècades de 1950 i 1960.
El 1960 va prendre part en els Jocs Olímpics d'Estiu de Roma, on quedà eliminat en sèries en la prova del quatre amb timoner del programa de rem. Quatre anys més tard, als Jocs de Tòquio, guanyà la medalla de plata en la prova del quatre sense timoner. Formà equip amb Hugh Wardell-Yerburgh, William Barry i John James.
En el seu palmarès també destaquen dues medalles de bronze als Jocs de la Commonwealth de 1962.